# Erax nigrosetosus
Erax nigrosetosus là một loài ruồi trong họ Asilidae. Erax nigrosetosus được Theodor miêu tả năm 1980. Loài này phân bố ở vùng Cổ Bắc giới và châu Á.